# Le Vol de l'Atlantis
Le Vol de l'Atlantis (De Vlucht van de Atlantis) est le onzième tome de la série de bande dessinée néerlandaise Franka créé par l'auteur Henk Kuijpers pour l'hebdomadaire néerlandais Sjors en Sjimmie Stripblad no 1 en 1993 avant de l'éditer en album cartonné par l'éditeur Big Balloon dans la même année.
En France, il est publié en album cartonné par BD Must en novembre 2010, en tirage limité à 750 exemplaires accompagné d'un ex-libris numéroté et signé par l'auteur.

## Descriptions

### Personnages
- Franka
- Victoria Vulcan

### Lieux
- Amsterdam
- Zandvoort
- Saint Solo
- Oriçao

## Album
Aux Pays-Bas
- 11 De Vlucht van de Atlantis, Big Balloon, 1993
Scénario et dessin : Henk Kuijpers - Couleurs : Hanneke Bommartini - (ISBN 90-5425-014-3)

En France
- 11 Le Vol de l'Atlantis, BD Must, 2010
Scénario et dessin : Henk Kuijpers - (ISBN 978-2-87535-008-4)